# Agostadero, Oaxaca
Agostadero är en ort i Mexiko.   Den ligger i kommunen Santa María Tonameca och delstaten Oaxaca, i den sydöstra delen av landet, 500 km sydost om huvudstaden Mexico City. Agostadero ligger 103 meter över havet och antalet invånare är 155.
Terrängen runt Agostadero är platt åt sydväst, men åt nordost är den kuperad. Havet är nära Agostadero söderut. Runt Agostadero är det ganska glesbefolkat, med 45 invånare per kvadratkilometer. Närmaste större samhälle är Las Pilas, 4,8 km norr om Agostadero. Omgivningarna runt Agostadero är en mosaik av jordbruksmark och naturlig växtlighet.